# Ricardo Rosales
Ricardo Rosales Román (Città del Guatemala, 14 febbraio 1934 – Città del Guatemala, 2 gennaio 2020) è stato un politico e guerrigliero guatemalteco, leader del Partito Guatemalteco del Lavoro dagli inizi del 1974 al 1998, il suo nome di guerra era "Carlos González", Rosales entrò a far parte della leadership dell'Unità Rivoluzionaria Nazionale Guatemalteca nel 1986, il Partito Guatemalteco del Lavoro si dissolse nel 1998 dopo la fine della Guerra civile in Guatemala.

## Biografia
Rosales nacque a Città del Guatemala. Venne eletto a numerose cariche di leadership mentre studiava all'Università San Carlos del Guatemala, nei tardi anni' 50 e '60. Nel settembre  1963 entrò nel Partito Guatemalteco del Lavoro.
nel 1996 fu uno tra i firmatari degli accordi di pace che misero fine alla Guerra civile in Guatemala.
fu eletto come membro del Congresso del Guatemala con il supporto dell'Unità Rivoluzionaria Nazionale Guatemalteca dal 2000 al 2004. Nel 2009, era un colonnista per il quotidiano guatemalteco La Hora.
Rosales è morto a Città del Guatemala il 2 gennaio 2020.